# یورو استاکس ۵۰

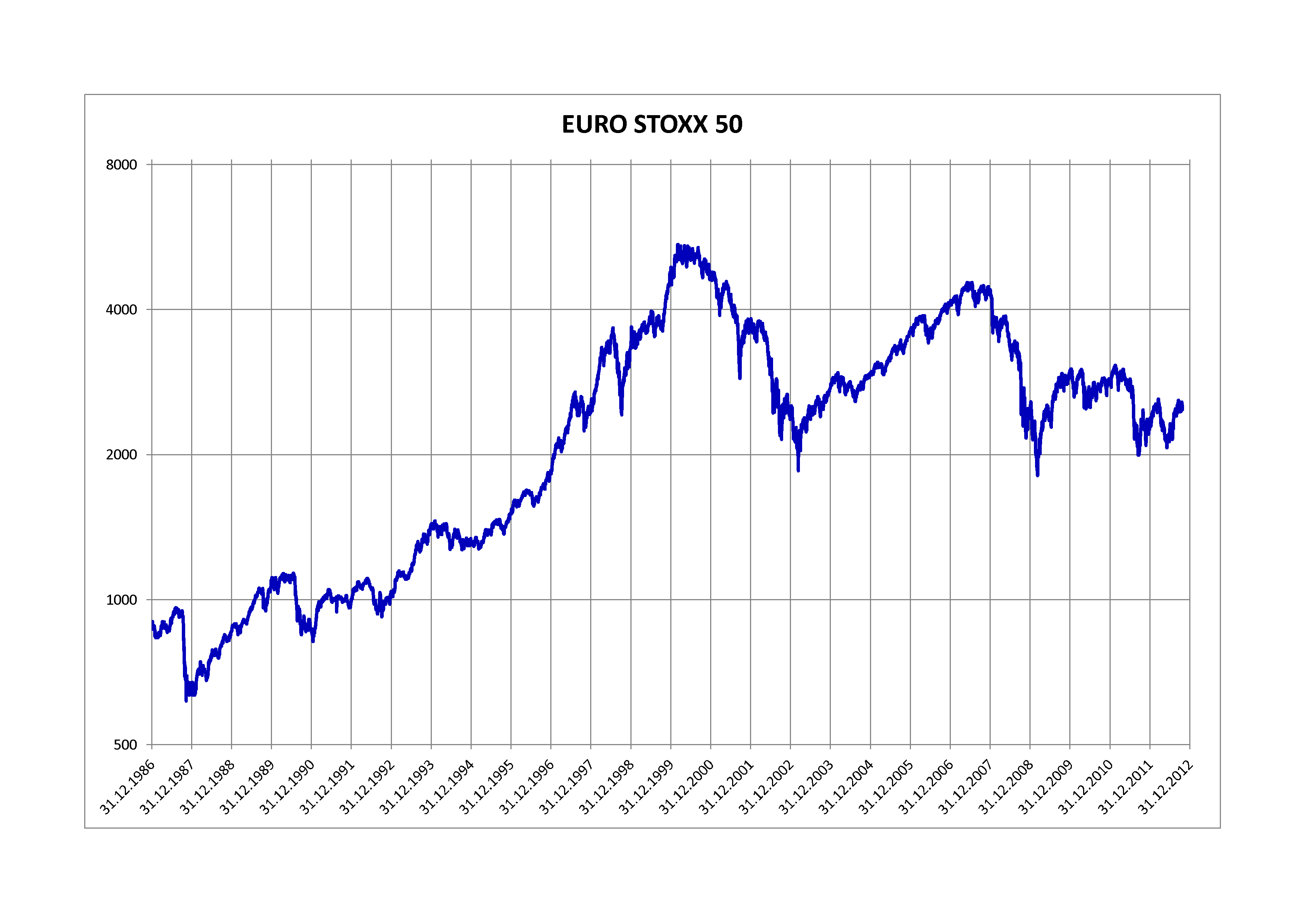
شاخص یورو استاکس ۵۰ در سال‌های ۱۹۸۶–۲۰۱۲

یورو استاکس ۵۰ (به انگلیسی: Euro Stoxx 50) شاخص بازار سهام متعلق به شرکت‌های مستقر در منطقه یورو می‌باشد، که توسط شرکت استاکس (Stoxx Ltd) طراحی شده‌است و ارائه دهندگان این شاخص؛ بورس آلمان (یا دویچه بورزه) و سیکس گروپ (یا گروه شش) می‌باشند.